# Ікепера (видовий заповідник)
Видови́й запові́дник І́кепера (ест. Ikepera liigikaitseala) — колишня природоохоронна територія в Естонії, у волості Карксі (територія сучасної волості Мулґі) повіту Вільяндімаа. У заповіднику діяв старий режим охорони, затверджений ще в радянські часи.

## Розташування
Розташовувався на південний схід від села Ерікюла.

## Опис
KKR-код: KLO1000060
Загальна площа — 34,6 га.
Заповідник утворений 9 листопада 1992 року.
Об'єкт охорони — лелека чорний (Ciconia nigra), який належить до I природоохоронної категорії (Закон Естонії про охорону природи).
7 липня 2016 року через відсутність природно-ціннісних об'єктів Уряд Естонії скасував природоохоронний статус території.